# Gustave Bahoken
Gustave "Gus" Baheten Bahoken (Duala, 13 de junho de 1979) é um ex-futebolista profissional camaronês, que atuava como zagueiro.

## Carreira
Bahoken representou o elenco da Seleção Camaronesa de Futebol no Campeonato Africano das Nações de 2004.